# Biografielijst Sg

## Sga
- Giovanni Sgambati (1841-1914), Italiaans componist, dirigent en pianist

## Sgo
- Leonella Sgorbati (1940-2006), Italiaans geestelijke

## Sgr
- Giuliana Sgrena (1948), Italiaans journaliste